# Fransina Kahungu
Fransina Kahungu, née en 1970, est une femme politique namibienne qui a été maire de la capitale du pays, Windhoek, de 2019 à 2020. 

## Biographie
Née en 1970, Fransina Kahungu est originaire du village d'Okapanda, dans la région d'Omusati, du nord de la Namibie. Afin d'obtenir un diplôme en éducation à l'Université de Namibie, elle s'installe à Windhoek en 1994. Étudiante à l'Ombalantu Senior Secondary School, Kahungu s'engage dans la politique en tant que membre de l'Organisation nationale des étudiants de Namibie. De 1998 à 2017, elle travaille d'abord comme enseignante, puis comme administratrice à l'école primaire Olof Palme, située dans le quartier informel de Greenwell Matongo à Windhoek. Elle a été élue pour la première fois membre du conseil municipal de Windhoek en 2010, et est devenue secrétaire adjointe du conseil des femmes de son parti, la SWAPO, en 2016. Pendant qu'elle siégeait au conseil municipal, elle a été adjointe au maire de Windhoek en 2016 et 2017.
Elle a été élue maire de la ville le 13 décembre 2019. Il est d'usage que le conseil municipal redésigne le maire, en son sein, tous les ans, même si ce conseil fait l'objet d'élections locales tous les 5 ans. Le maire sortant Muesee Kazapua avait décidé de ne pas être présent pour ces élections internes de la municipalité, alors qu’il était censé s’exprimer, selon l’ordre du jour, et présenter un bilan annuel. La désignation d'un nouveau maire est un peu une surprise,. Agatha Ashilelo, présidente du comité de gestion de la ville de Windhoek, a déclaré que Kahungu avait remplacé Kazapua en tant que maire, conformément à une décision prise par le comité exécutif régional de la SWAPO.
En novembre 2020, les élections municipales namibiennes redessinent l'équipe de conseillers municipaux de la capitale : la SWAPO perd le contrôle de ce conseil en n'obtenant que 5 sièges sur les 15, les Patriotes indépendants pour le changement (IPC) de Panduleni Itula (arrivé deuxième à l'élection présidentielle de 2019) remportent 4 sièges, donnant à l'opposition une chance de former une coalition pour diriger la capitale namibienne. Le Mouvement namibien des Sans Terre et le mouvement Repositionnement affirmé obtiennent chacun deux sièges, tandis que le Popular Democratic Movement (PDM) et la National Unity Democratic Organisation (NUDO) en obtiennent un chacun. Le 2 décembre 2020, Job Amupanda a été élu maire, réunissant sur son nom les suffrages des partis d'opposition à la SWAPO, devenue minoritaire, sur son nom, et a succédé de ce fait à Fransina Kahungu,. En février 2022, Fransina Kahungu a succédé à Eunice Iipinge en tant que secrétaire du Conseil des femmes du parti SWAPO (SPWC).